# 윤신걸
윤신걸(尹莘傑, 1266년 ~ 1337년)은 고려 후기의 문신이다. 자는 이지(伊之)이며 본관은 기계(杞溪)이다.

## 생애
원종 7년(1266년)에 태어났다. 충렬왕 11년(1285년) 국자시(國子試)에서 수석으로 급제하여 남경사록에 제수되었다. 이후 사문대학박사(四門大學博士)를 거쳐 우헌납강릉부익선사(右獻納江陵府翊善使)가 되었다. 그러나 충숙왕이 총애함을 알고 충선왕이 지방직인 지영해군사로 좌천시켰으나, 충숙왕이 복위하자 우부대언을 거쳐 밀직부사가 되었다. 충숙왕 5년(1318년 지밀직사사, 예문관대제학이 되고 순성보리공신에 봉해졌다. 충숙왕의 명을 거역한 죄로 장형에 처해졌으나, 이후에도 삼사사, 좌상시 등 고관요직을 거치고 첨의평리에 이르렀다. 기성군(杞城君)에 봉해졌으며 충숙왕 복위 6년(1337년)에 죽었다. 시호는 장명(莊明)이다.

## 참고 문헌
- 고려사(高麗史), 동경잡기(東京雜記).